# Myotis macrodactylus
Myotis macrodactylus је врста слепог миша из породице вечерњака (лат. Vespertilionidae).

## Распрострањење
Врста има станиште у Јапану, Јужној Кореји, Кини, Русији и Северној Кореји.

## Станиште
Врста Myotis macrodactylus има станиште на копну.

## Начин живота
Врста Myotis macrodactylus живи у пећинским хабитатима. 

## Угроженост
Ова врста није угрожена, и наведена је као последња брига јер има широко распрострањење.

### Популациони тренд
Популациони тренд је за ову врсту непознат.